# Tewaaraton Trophy
Die Tewaaraton Trophy (Tewaaraton Trophäe) ist eine Auszeichnung, die herausragende College-Lacrosse-Spieler in den USA seit 2001 verliehen wird. Sie ist vergleichbar mit der Heisman Trophy beim American Football.
Es ist eine Auszeichnung, die der beste männliche und beste weibliche Spieler eines Jahres im amerikanischen Lacrosse verliehen wird.
| Tewaaraton Trophy | Tewaaraton Trophy                                                              | Tewaaraton Trophy                                                              | Tewaaraton Trophy                                                              | Tewaaraton Trophy                                                              | Tewaaraton Trophy                                                              | Tewaaraton Trophy                                                              |
| Jahr              | Gewinner Herren                                                                | Universität                                                                    | Position                                                                       | Gewinnerin Damen                                                               | Universität                                                                    | Position                                                                       |
| ----------------- | ------------------------------------------------------------------------------ | ------------------------------------------------------------------------------ | ------------------------------------------------------------------------------ | ------------------------------------------------------------------------------ | ------------------------------------------------------------------------------ | ------------------------------------------------------------------------------ |
| 2001              | Doug Shanahan                                                                  | Hofstra University                                                             | Mittelfeld                                                                     | Jen Adams                                                                      | University of Maryland                                                         | Angriff                                                                        |
| 2002              | Mikey Powell                                                                   | Syracuse University                                                            | Angriff                                                                        | Erin Elbe                                                                      | Georgetown University                                                          | Angriff                                                                        |
| 2003              | Chris Rotelli                                                                  | University of Virginia                                                         | Mittelfeld                                                                     | Rachael Becker                                                                 | Princeton University                                                           | Verteidigung                                                                   |
| 2004              | Mikey Powell                                                                   | Syracuse University                                                            | Angriff                                                                        | Amy Appelt                                                                     | University of Virginia                                                         | Angriff                                                                        |
| 2005              | Kyle Harrison                                                                  | Johns Hopkins University                                                       | Mittelfeld                                                                     | Katie Chrest                                                                   | Duke University                                                                | Angriff                                                                        |
| 2006              | Matt Ward                                                                      | University of Virginia                                                         | Angriff                                                                        | Kristen Kjellman                                                               | Northwestern University                                                        | Mittelfeld                                                                     |
| 2007              | Matt Danowski                                                                  | Duke University                                                                | Angriff                                                                        | Kristen Kjellman                                                               | Northwestern University                                                        | Mittelfeld                                                                     |
| 2008              | Mike Leveille                                                                  | Syracuse University                                                            | Angriff                                                                        | Hannah Nielsen                                                                 | Northwestern University                                                        | Mittelfeld                                                                     |
| 2009              | Max Seibald                                                                    | Cornell University                                                             | Mittelfeld                                                                     | Hannah Nielsen                                                                 | Northwestern University                                                        | Mittelfeld                                                                     |
| 2010              | Ned Crotty                                                                     | Duke University                                                                | Angriff                                                                        | Caitlyn McFadden                                                               | University of Maryland                                                         | Mittelfeld                                                                     |
| 2011              | Steele Stanwick                                                                | University of Virginia                                                         | Angriff                                                                        | Shannon Smith                                                                  | Northwestern University                                                        | Angriff                                                                        |
| 2012              | Peter Baum                                                                     | Colgate University                                                             | Angriff                                                                        | Katie Schwarzmann                                                              | University of Maryland                                                         | Mittelfeld                                                                     |
| 2013              | Rob Pannell                                                                    | Cornell University                                                             | Angriff                                                                        | Katie Schwarzmann                                                              | University of Maryland                                                         | Mittelfeld                                                                     |
| 2014              | Lyle Thompson                                                                  | University at Albany                                                           | Angriff                                                                        | Taylor Cummings                                                                | University of Maryland                                                         | Mittelfeld                                                                     |
| 2014              | Miles Thompson                                                                 | University at Albany                                                           | Angriff                                                                        | Taylor Cummings                                                                | University of Maryland                                                         | Mittelfeld                                                                     |
| 2015              | Lyle Thompson                                                                  | University at Albany                                                           | Angriff                                                                        | Taylor Cummings                                                                | University of Maryland                                                         | Mittelfeld                                                                     |
| 2016              | Dylan Molloy                                                                   | Brown University                                                               | Angriff                                                                        | Taylor Cummings                                                                | University of Maryland                                                         | Mittelfeld                                                                     |
| 2017              | Matt Rambo                                                                     | University of Maryland                                                         | Angriff                                                                        | Zoe Stukenberg                                                                 | University of Maryland                                                         | Mittelfeld                                                                     |
| 2018              | Ben Reeves                                                                     | Yale University                                                                | Angriff                                                                        | Sam Apuzzo                                                                     | Boston College                                                                 | Angriff                                                                        |
| 2019              | Pat Spencer                                                                    | Loyola University Maryland                                                     | Angriff                                                                        | Megan Taylor                                                                   | University of Maryland                                                         | Torwart                                                                        |
| 2020              | Keine Auszeichnungen vergeben – Saison aufgrund von COVID-19 im Gange abgesagt | Keine Auszeichnungen vergeben – Saison aufgrund von COVID-19 im Gange abgesagt | Keine Auszeichnungen vergeben – Saison aufgrund von COVID-19 im Gange abgesagt | Keine Auszeichnungen vergeben – Saison aufgrund von COVID-19 im Gange abgesagt | Keine Auszeichnungen vergeben – Saison aufgrund von COVID-19 im Gange abgesagt | Keine Auszeichnungen vergeben – Saison aufgrund von COVID-19 im Gange abgesagt |
| 2021              | Jared Bernhardt                                                                | University of Maryland                                                         | Angriff                                                                        | Charlotte North                                                                | Boston College                                                                 | Mittelfeld                                                                     |
| 2022              | Logan Wisnauskas                                                               | University of Maryland                                                         | Angriff                                                                        | Charlotte North                                                                | Boston College                                                                 | Mittelfeld                                                                     |